# Chris Führich
Chris Führich (Castrop-Rauxel, 9 januari 1998) is een Duits voetballer die doorgaans als linksbuiten speelt. In 2017 maakte hij in de Bundesliga namens 1. FC Köln zijn debuut in het betaald voetbal. In juli 2021 maakte hij de overstap van SC Paderborn 07 naar VfB Stuttgart. In 2023 maakte hij zijn debuut in het nationaal elftal van Duitsland.

## Clubloopbaan

### Jeugd
Führich begon met voetballen bij SG Suderwich. Via de junioren van Schalke 04 en Borussia Dortmund kwam hij in 2015 bij VfL Bochum terecht. Na een half jaar verliet hij de club de omdat men vanwege zijn lengte geen toekomst in hem zag. Hij kwam terecht bij Rot-Weiß Oberhausen waar hij in de onder 19 kwam te spelen. Hij maakte op 14 augustus 2016 zijn debuut tegen de leeftijdsgenoten van Schalke 04 en hij maakte in deze wedstrijd twee doelpunten. Hij kwam het seizoen 2016/17 alle wedstrijden in actie in deze leeftijdscategorie en wist negen keer het net te vinden. Zijn volgende tussenstation was 1. FC Köln waar hij bij senioren kwam te spelen.

### 1. FC Köln
Op 29 juli 2017 speelde Führich zijn eerste wedstrijd bij het tweede elftal. Hij startte in de basis tijdens de uitwedstrijd tegen KFC Uerdingen 05. In het met 2-1 verloren duel gaf hij in de 57e de assist voor de 1-1 aan Marius Laux. In de 14e competitieronde maakte hij in de met 3-1 verloren uitwedstrijd tegen TuS Erndtebrück zijn eerste doelpunt bij de senioren. In de negende minuut maakte hij de 0-1. Met 26 basisplaatsen werd hij in zijn eerste seizoen een vaste waard in het elftal van trainer André Pawlak. Deze lijn trok Führich door in het seizoen 2018/19 met 33 basisplaatsen.
In zijn tweejarig verblijf bij 1 FC Köln kwam Führich in zes dagen tijd drie keer in actie bij het eerste elftal. Op 13 december 2017 maakte hij zijn debuut tijdens de met 1-0 verloren uitwedstrijd tegen Bayern München. In de Allianz Arena bracht trainer Stefan Ruthenbeck hem in de 66e minuut in de ploeg voor Tim Handwerker. Drie dagen later maakte hij in de met 1-0 gewonnen thuiswedstrijd tegen VfL Wolfsburg zijn basisdebuut. Nogmaals drie dagen volgde met het bekerduel Schalke 04 zijn derde en laatste wedstrijd in het eerste. 1 FC Köln werd dat seizoen kampioen van in de 2. Bundesliga. Führich zag voor zichzelf geen perspectief en maakte aan het einde van het seizoen 2018/19 de overstap naar Borussia Dortmund.

### Borussia Dortmund
In de voorbereiding op het seizoen 2019/20 verloor Führich de concurrentiestrijd van Jadon Sancho, Thorgan Hazard en Marco Reus waardoor hij in het tweede elftal terecht kwam. Op 26 juli maakte hij in de met 2-1 verloren uitwedstrijd tegen Rot-Weiss Essen zijn debuut voor Borussia Dortmund II. Trainer Mike Tullberg liet hem als linksbuiten in de basis starten. Op 1 september maakte hij zijn eerste doelpunt tijdens de met 4-2 gewonnen thuiswedstrijd tegen het tweede elftal van Fortuna Düsseldorf. Hij was bij alle doelpunten betrokken door het eerste en vierde doelpunt zelf voor zijn rekening te nemen en twee assists te geven op Steffen Tigges die de twee andere doelpunten maakte. Zijn inzet bij het eerste elftal bleef beperkt tot de rol van wisselspeler. Trainer Lucien Favre voegde hem vijf keer toe aan de wedstrijdselectie waar hij niet werd ingezet. Om minuten te maken besloot Führich zich voor het seizoen 2020/21 te verhuren aan het uit de Bundesliga gedegradeerde SC Paderborn. In het contract was een optie tot koop afgesproken waarvan Paderborn aan het einde van het seizoen gebruik van maakte.

#### Verhuur aan SC Paderborn
Op 13 september 2020 maakte hij in de eerste ronde van de DFB-Pokal zijn eerste speelminuten tijdens de met 0-5 gewonnen uitwedstrijd tegen SC Wiedenbrück. Trainer Steffen Baumgart bracht hem in de 70e minuut in het veld voor Kai Pröger. Een klein kwartier later maakte hij in de 83e minuut na een assist van Antony Evans zijn eerste doelpunt voor Paderborn en bracht daarmee de 0-5 eindstand op het scorebord. Op 28 september maakte hij zijn basisdebuut in de competitie tijdens de met 3-4 verloren thuiswedstrijd tegen Hamburger SV. Hij kleurde dit op door het maken van twee doelpunten en het geven van een assist. Door het lichten van de koopoptie kwam Führich aan het einde van het seizoen onder contract kwam te staan bij de club uit de 2. Bundesliga. Nog voordat de competitie begon vertrok hij naar de in de Bundesliga spelende VfB Stuttgart.

### VfB Stuttgart
In de zomer van 2021 ondertekende Führich een contract tot 2025 en betaalde Stuttgart een bedrag van € 2,5 miljoen voor zijn komst aan Paderborn. Führich kende een slechte start doordat hij in de voorbereiding op het seizoen 2021/22 tijdens een oefenwedstrijd tegen Arminia Bielefeld zijn sleutelbeen brak. Begin september stond hij na een operatie voor de eerste keer weer op het trainingsveld.  Waarna hij in de zesde competitieronde op 26 september in de met 0-0 gelijkgespeelde uitwedstrijd tegen VfL Bochum zijn eerste minuten voor Die Schwaben maakte. In het Vonovia Ruhrstadion bracht trainer Pellegrino Matarazzo hem in de rust in de ploeg. Op 31 oktober maakte hij zijn eerste doelpunt in de Bundesliga tijdens de met 4-1 verloren uitwedstrijd tegen FC Augsburg. Na een voorzet van Wataru Endo bracht hij zijn ploeg in de 7e minuut op een 0-1 voorsprong. Führich speelde het gehele seizoen tegen degradatie en hij wist zich met Stuttgart op de laatste speeldag door een 2-1 overwinning op 1 FC Köln veilig te spelen.
In zijn tweede seizoen (2022/23) moest er door Führich met Stuttgart wederom tegen degradatie worden gestreden. Door de tegenvallende resultaten had hij met vier verschillende trainers te maken. Allereerst werd Matarazzo in de negende competitieronde ontslagen waarna deze tot aan de winterstop tijdelijk werd opgevolgd door assistent-trainer Michael Wimmer. Tot de 26e competitieronde stond Bruno Labbadia voor de groep waarna Sebastian Hoeneß het de rest van het seizoen overnam. Dit alles mocht niet baten. Door een 1-1 gelijkspel tegen TSG Hoffenheim op de laatste speeldag werd men veroordeeld tot het spelen van play-off wedstrijden voor promotie/degradatie tegen Hamburger SV. Führich begon beide wedstrijden in de basis. De heenwedstrijd in Stuttgart werd door doelpunten van Konstantinos Mavropanos, Josha Vagnoman en Serhou Guirassy met 3-0 gewonnen. In het Volksparkstadion werd met 1-3 gewonnen. Hierdoor bleef Führich actief op het hoogste Duitse niveau. In de DFB-pokal bereikte hij met Stuttgart in het seizoen 2022/23 de halve finale waarin men werd uitgeschakeld door Eintracht Frankfurt. In de eigen MHPArena werd met 2-3 verloren.
De echte doorbraak kwam voor Führich in zijn derde seizoen (2023/24). Mede door zijn goede spel kende Stuttgart een succesvol seizoen waarin het op tweede plaats eindigde in de Bundesliga en zich daarmee kwalificeerde voor de UEFA Champions League. Hij deed alle wedstrijden in de competitie mee en hij stond daarvan 33 keer in de basis. Met acht doelpunten en zeven assists was hij een van de architecten achter het succes van Stuttgart. Vanwege zijn goede spel besloot de club in februari zijn in 2025 aflopend contract open te breken en verlengde deze tot 2028.
In het seizoen 2024/25 kon Führich opnieuw op een vaste basisplaats rekenen en stond hij bij de start van het seizoen voor de eerste keer in zijn carrière in de na strafschoppen verloren Duitse supercup tegen regerend kampioen Bayer Leverkusen. Hij deed 77 minuten mee waarna hij gewisseld werd tegen Justin Diehl. Een paar weken later maakte hij op 17 september in het Estadio Santiago Bernabéu zijn basisdebuut in de Champions League tijdens een uitwedstrijd in de groepsfase tegen Real Madrid. Op 1 november speelde hij in de uitwedstrijd tegen Bayer Leverkussen zijn 100e Bundesliga wedstrijd in het shirt van Stuttgart. In december maakte hij zijn eerste doelpunt op het hoogste Europese podium tijdens de met 5-1 gewonnen thuiswedstrijd tegen BSC Young Boys. In de 61e minuut bracht hij uit een vrije trap van Fabian Rieder de 3-1 op het scorebord.

## Clubstatistieken
| Seizoen                         | Club                 | Competitie        | Competitie | Competitie | Beker | Beker | Internationaal | Internationaal | Overig | Overig | Totaal | Totaal |
| Seizoen                         | Club                 | Competitie        | Wed.       | Dlp.       | Wed.  | Dlp.  | Wed.           | Dlp.           | Wed.   | Dlp.   | Wed.   | Dlp.   |
| ------------------------------- | -------------------- | ----------------- | ---------- | ---------- | ----- | ----- | -------------- | -------------- | ------ | ------ | ------ | ------ |
| 2017/18                         | 1. FC Köln II        | Regionalliga West | 31         | 2          | 0     | 0     | 0              | 0              | 3      | 0      | 34     | 2      |
| 2018/19                         | 1. FC Köln II        | Regionalliga West | 33         | 5          | 0     | 0     | 0              | 0              | 0      | 0      | 33     | 5      |
| 2019/20                         | Borussia Dortmund II | Regionalliga West | 24         | 8          | 0     | 0     | 0              | 0              | 0      | 0      | 24     | 8      |
| 2020/21                         | → SC Paderborn       | 2. Bundesliga     | 34         | 13         | 3     | 1     | 0              | 0              | 0      | 0      | 37     | 14     |
| 2021/22                         | VfB Stuttgart        | Bundesliga        | 25         | 3          | 1     | 0     | 0              | 0              | 0      | 0      | 26     | 3      |
| 2022/23                         | VfB Stuttgart        | Bundesliga        | 33         | 5          | 5     | 0     | 0              | 0              | 2      | 0      | 40     | 5      |
| 2023/24                         | VfB Stuttgart        | Bundesliga        | 34         | 8          | 4     | 1     | 0              | 0              | 0      | 0      | 38     | 9      |
| 2024/25                         | VfB Stuttgart        | Bundesliga        | 22         | 1          | 4     | 1     | 7              | 1              | 1      | 0      | 34     | 3      |
| Carrière totaal                 | Carrière totaal      | Carrière totaal   | 236        | 45         | 17    | 3     | 7              | 1              | 6      | 0      | 266    | 49     |
| Bijgewerkt tot 25 februari 2025 |                      |                   |            |            |       |       |                |                |        |        |        |        |

- In het seizoen 2024/25 speelde Führich met VfB Stuttgart mee in de Duitse Supercup.

## Interlandloopbaan
Zonder uit te komen voor Duitse nationale jeugdelftallen werd Führich in 2023 door de nieuwe bondscoach Julian Nagelsmann geselecteerd voor de oefentrip naar Amerika. Op 14 oktober maakte hij zijn debuut in het Duitse elftal. In de met 1–3 gewonnen oefeninterland tegen de Verenigde Staten kwam hij in de 81e minuut in het veld voor Jamal Musiala. Hij was hiermee de eerste debutant onder de jonge Duitse bondscoach.

### Europees kampioenschap 2024
In mei 2024 werd bekend dat Führich was geselecteerd om deel te nemen aan het Europees kampioenschap in eigen land. Tijdens het toernooi kwam hij 18 minuten in actie. In de groepswedstrijd tegen Hongarije kwam hij in de 72e minuut in de ploeg voor Jamal Musiala. In de kwartfinale werd met 2–1 verloren van Spanje waardoor Duitsland werd uitgeschakeld.

### Interlandstatistieken
| Interlands van Chris Führich voor Duitsland | Interlands van Chris Führich voor Duitsland | Interlands van Chris Führich voor Duitsland | Interlands van Chris Führich voor Duitsland | Interlands van Chris Führich voor Duitsland | Interlands van Chris Führich voor Duitsland |
| №                                           | Datum                                       | Wedstrijd                                   | Uitslag                                     | Soort Wedstrijd                             | Doelpunten                                  |
| ------------------------------------------- | ------------------------------------------- | ------------------------------------------- | ------------------------------------------- | ------------------------------------------- | ------------------------------------------- |
| 1.                                          | 14 oktober 2023                             | Verenigde Staten – Duitsland                | 1 – 3                                       | Vriendschappelijk                           |                                             |
| 2.                                          | 23 maart 2024                               | Frankrijk – Duitsland                       | 0 – 2                                       | Vriendschappelijk                           |                                             |
| 3.                                          | 26 maart 2024                               | Duitsland – Nederland                       | 2 – 1                                       | Vriendschappelijk                           |                                             |
| 4.                                          | 3 juni 2024                                 | Duitsland – Oekraïne                        | 0 – 0                                       | Vriendschappelijk                           |                                             |
| 5.                                          | 19 juni 2024                                | Duitsland – Hongarije                       | 2 – 0                                       | Europees kampioenschap 2024                 |                                             |
| 6.                                          | 10 september 2024                           | Nederland – Duitsland                       | 2 – 2                                       | Nations League 2024/25 (Divisie A)          |                                             |
| 7.                                          | 11 oktober 2024                             | Bosnië en Herzegovina – Duitsland           | 1 – 2                                       | Nations League 2024/25 (Divisie A)          |                                             |
| 8.                                          | 19 november 2024                            | Hongarije – Duitsland                       | 1 – 1                                       | Nations League 2024/25 (Divisie A)          |                                             |
| Bijgewerkt tot 25 februari 2025             |                                             |                                             |                                             |                                             |                                             |

## Erelijst
| Kampioen 2. Bundesliga | 1x | 2018/19 |